# Quiévrechain
Ne doit pas être confondu avec Quiévrain.
Quiévrechain est une commune française située dans le département du Nord, en région Hauts-de-France.
Adhérente à l'intercommunalité de la Communauté d'agglomération de Valenciennes Métropole, Quiévrechain fait également partie de l'unité urbaine de Valenciennes qui est la troisième du département du Nord.
C'est aussi par Quiévrechain que la vaste agglomération de Valenciennes est attenante à la Belgique.

## Géographie
Petite ville située à 15 km au nord-est de Valenciennes où elle fait partie de son unité urbaine, elle est frontalière avec la Belgique sur sa bordure Est.
Par rapport à la Belgique voisine, Quiévrechain se situe à 20 km de Mons et se trouve face à la ville de Quiévrain.
Quiévrechain fait partie du territoire du parc naturel régional Scarpe-Escaut.
|           | Crespin               |                |
| Quarouble | Quiévrechain          | Quiévrain (be) |
|           | Rombies-et-Marchipont |                |

### Hydrographie

#### Réseau hydrographique
La commune est située dans le bassin Artois-Picardie. Elle est drainée par l'Aunelle,.
L'Aunelle, d'une longueur de 27 km, prend sa source dans la commune de Locquignol et se jette  dans l'Hogneau à la frontière franco-belge en face de Quiévrain et Hensies. 

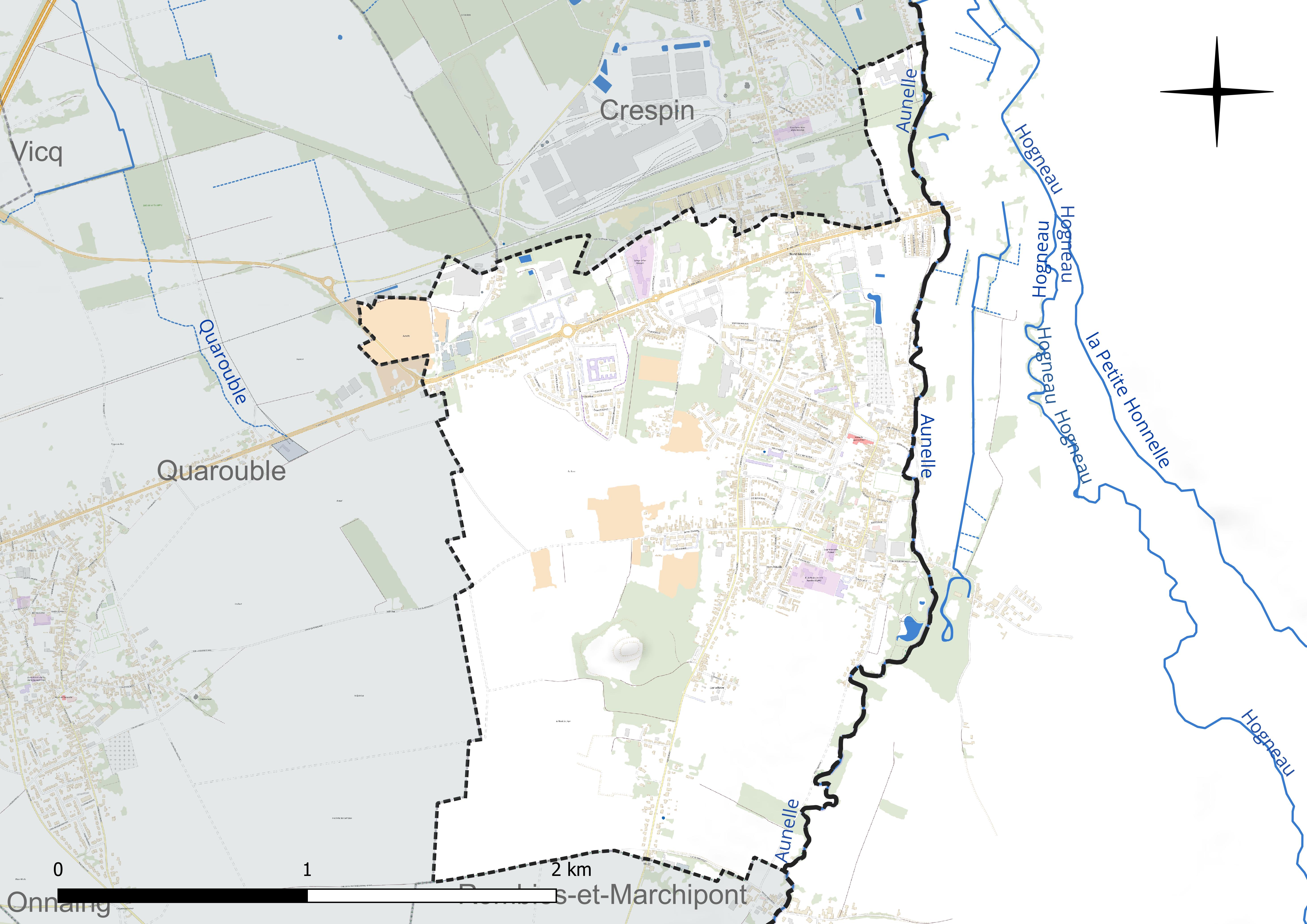
Réseau hydrographique de Quiévrechain.

#### Gestion et qualité des eaux
Le territoire communal est couvert par le schéma d'aménagement et de gestion des eaux (SAGE) « Escaut ». Ce document de planification concerne un territoire de 2 005 km2 de superficie, délimité par le bassin versant de l'Escaut. Le périmètre a été arrêté le 9 juin 2006 et le SAGE proprement dit a été approuvé le 13 juillet 2021. La structure porteuse de l'élaboration et de la mise en œuvre est le syndicat mixte Escaut et Affluents (SyMEA). 
La qualité des cours d'eau peut être consultée sur un site dédié géré par les agences de l'eau et l'Agence française pour la biodiversité. 

### Climat
Pour des articles plus généraux, voir Climat des Hauts-de-France et Climat du Nord.
En 2010, le climat de la commune est de type climat des marges montargnardes, selon une étude du CNRS s'appuyant sur une série de données couvrant la période 1971-2000. En 2020, Météo-France publie une typologie des climats de la France métropolitaine dans laquelle la commune est exposée à un climat océanique altéré et est dans la région climatique  Nord-est du bassin Parisien, caractérisée par un ensoleillement médiocre, une pluviométrie moyenne régulièrement répartie au cours de l'année et un hiver froid (3 °C). 
Pour la période 1971-2000, la température annuelle moyenne est de 10,6 °C, avec une amplitude thermique annuelle de 14,8 °C. Le cumul annuel moyen de précipitations est de 760 mm, avec 12,3 jours de précipitations en janvier et 9,4 jours en juillet. Pour la période 1991-2020, la température moyenne annuelle observée sur la station météorologique la plus proche, située sur la commune de Valenciennes à 11 km à vol d'oiseau, est de 11,0 °C et le cumul annuel moyen de précipitations est de 694,1 mm,. Pour l'avenir, les paramètres climatiques de la commune estimés pour 2050 selon différents scénarios d'émission de gaz à effet de serre sont consultables sur un site dédié publié par Météo-France en novembre 2022.

### Voies de communications et transports
La commune est desservie par les lignes 5 et 109 du réseau Transvilles.

## Urbanisme

### Typologie
Au 1er janvier 2024, Quiévrechain est catégorisée centre urbain intermédiaire, selon la nouvelle grille communale de densité à sept niveaux définie par l'Insee en 2022.
Elle appartient à l'unité urbaine de Valenciennes (partie française), une agglomération internationale regroupant 56  communes, dont elle est une commune de la banlieue,,. Par ailleurs la commune fait partie de l'aire d'attraction de Valenciennes (partie française), dont elle est une commune de la couronne,. Cette aire, qui regroupe 102 communes, est catégorisée dans les aires de 200 000 à moins de 700 000 habitants,.

### Occupation des sols
L'occupation des sols de la commune, telle qu'elle ressort de la base de données européenne d'occupation biophysique des sols Corine Land Cover (CLC), est marquée par l'importance des territoires artificialisés (57,9 % en 2018), en augmentation par rapport à 1990 (55,6 %). La répartition détaillée en 2018 est la suivante : 
zones urbanisées (53,9 %), terres arables (32,6 %), prairies (7,8 %), zones industrielles ou commerciales et réseaux de communication (4 %), zones agricoles hétérogènes (1,7 %). L'évolution de l'occupation des sols de la commune et de ses infrastructures peut être observée sur les différentes représentations cartographiques du territoire : la carte de Cassini (XVIIIe siècle), la carte d'état-major (1820-1866) et les cartes ou photos aériennes de l'IGN pour la période actuelle (1950 à aujourd'hui).

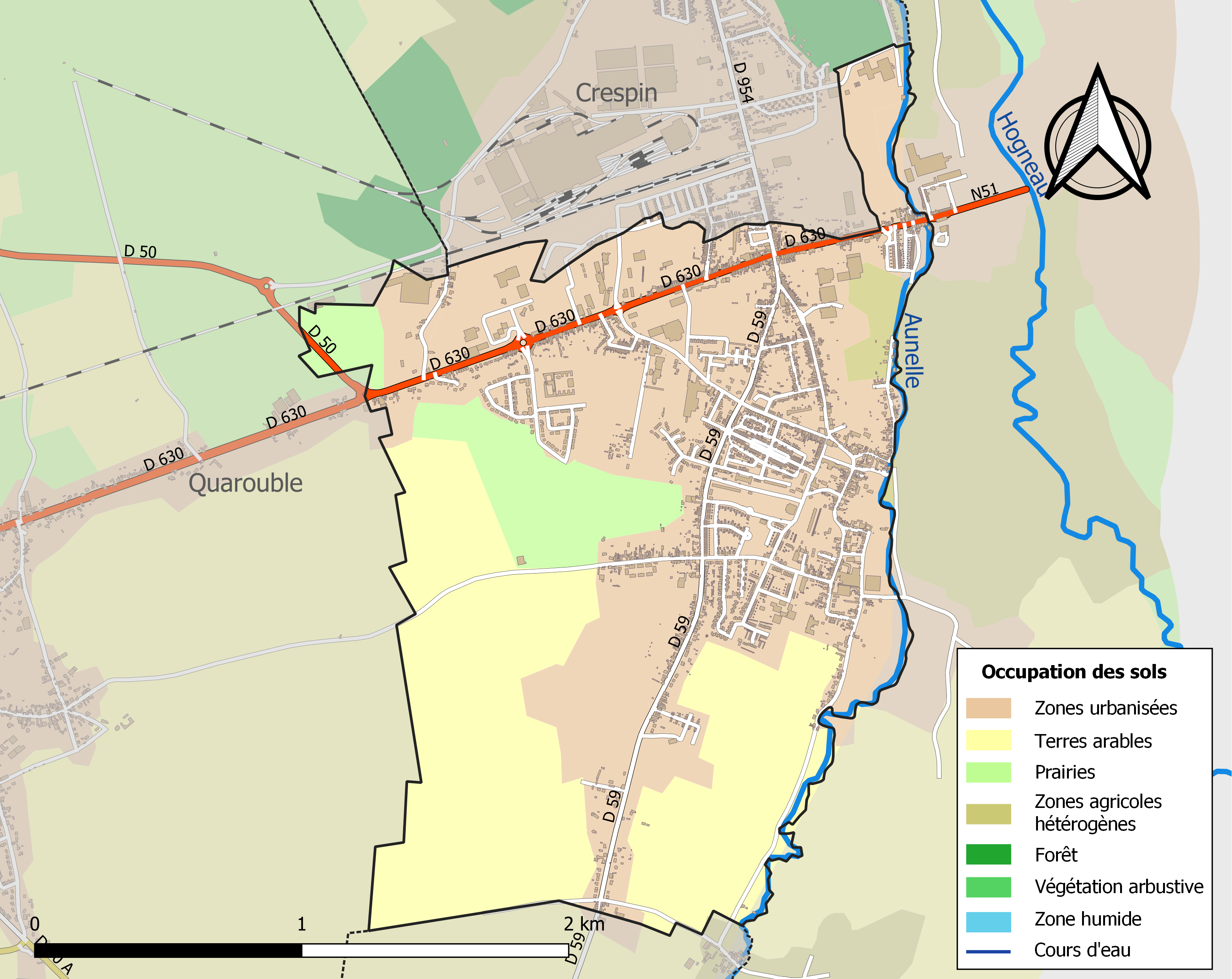
Carte des infrastructures et de l'occupation des sols de la commune en 2018 (CLC).

## Toponymie
La similitude des noms semble indiquer que Quiévrechain aurait été à l'origine un hameau de Quiévrain.

## Histoire
En 636, le roi Dagobert concède à saint Landelin, moine bénédictin, des terres situées à Crespin, pour la fondation d'une abbaye de son ordre : Quiévrechain tient son origine de cette abbaye.
En 820, moins de deux siècles plus tard, le roi Lothaire Ier accorde aux moines de Crespin, un certain lieu-dit : Kiévrechin. Les moines y construisent une modeste chapelle. Brûlée en 881, elle est reconstruite en 900.
Le village, groupé autour de sa petite église (à l'emplacement actuel de l'église Saint-Martin), se développe plus rapidement que celui de Crespin. Au XIIe siècle, Quiévrechain est la paroisse mère de Crespin.
À partir du XIVe siècle, la petite église Saint-Martin subit de nombreuses transformations pour répondre aux besoins du petit village qui s'étend de plus en plus vers Blanc-Misseron.
Le château est brûlé en 1426 par la garnison du Quesnoy.
L'abbaye des Dames de Beaumont déclare posséder des biens dans le village en 1602.
Depuis 1713, date de la division du Hainaut, en Hainaut impérial et Hainaut français, Quiévrechain a pour rôle central de servir de barrière douanière.
La frontière franco-belge est constituée par le cours de l'Aunelle. C'est en 1779 seulement que le roi de France cède aux Pays-Bas autrichiens la partie du territoire de Quiévrechain qui se trouvait au-delà de cette rivière (entre autres, le château du XVIIIe siècle).

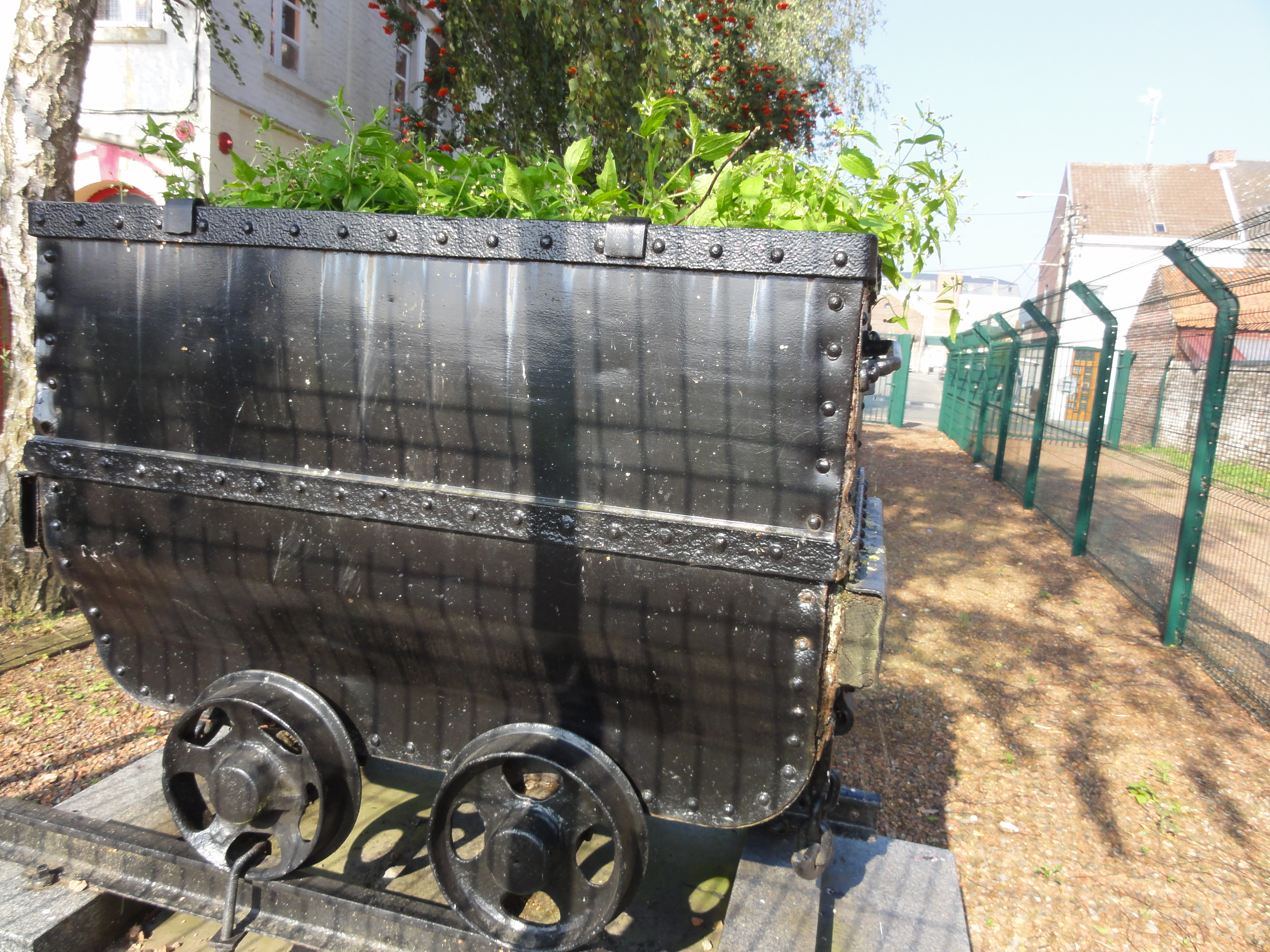
Berline exposée servant d'ornement dans la commune.

Après la Révolution, l'exploitation du sous-sol de Quiévrechain est concédée à la compagnie de Saint-Saulve puis à celle d'Anzin, mais cette dernière abandonne la partie au sud de la ligne Valenciennes-Crespin à Grégoire Joseph Libert qui, plus heureux que ses prédécesseurs, fait des sondages couronnés de succès en 1830. En 1836, il fonde la compagnie des mines de Crespin couvrant les territoires de Crespin, Onnaing, Sebourg, Quiévrechain, Quarouble et Rombies. La concession reste inexploitée de 1842 à 1875. Le puits no 1 est exploité de 1880 à 1949, le no 2 de 1902 à 1950.
En 1801, Quiévrechain a 445 habitants.
Dès la fin du XIXe siècle, de nombreuses entreprises sont créées à Blanc-Misseron.
En 1892, la petite église Saint-Martin étant devenue trop exiguë pour les 1 271 habitants, la construction d'une seconde église, le Sacré-Cœur, commence à Blanc-Misseron.
En 1901, 2 763 habitants ; en 1931, 6 282 habitants ; et en 2001, 6 131 habitants.
En 1962, la commune offrait 2 771 emplois dans l'industrie.
En 1972, avec la création de l'autoroute A2 Paris - Bruxelles, la fonction de barrière douanière perd toute son importance au même titre d'ailleurs que le pôle industriel qu'elle avait fait prospérer dans son ombre, durant près d'un siècle.
C'est grâce à sa forte industrialisation et donc à un chômage faible et des entreprises ancrées dans la vie communale, que la ville fait preuve d'une effervescente (vie associative et festive) durant les années 1970 ; on pourrait citer les « 24 heures de Quiévrechain » (course cycliste et fête non-stop pendant 24 heures courant juin) ou encore la fête de la bière. Des associations influentes s'investissent dans ces manifestations, comme la fanfare des sapeurs-pompiers, la société des 8 (« les gros zozios »). Une radio locale apparaît même sur les ondes dès 1981 (loi sur la radio libre) : nommée Radio Aunelle, celle-ci s'éteindra en 1991 après avoir changé de nom pour passer momentanément sous le nom de Radio Atlantis.
Depuis le milieu des années 1970, la ville connaît une désindustrialisation conséquente, avec notamment de nombreuses fermetures d'usines métallurgiques, verrerie, etc., entraînant une hausse du chômage et la migration de population vers d'autres territoires plus attractifs en matière d'emplois. Elle continue cependant son développement, notamment avec une modernisation des réseaux de transports, la construction de la salle des sports François-Denis en 1971, de la piscine du SIVOM en 1977, et la création du centre socio-éducatif Louis-Henocq. Signe de l'appauvrissement de la ville, son centre est classé quartier prioritaire depuis 2015 avec 2 000 habitants pour un taux de pauvreté de 47 % en 2020.
Quiévrechain est mentionné dans le film de Steven Spielberg : Cheval de guerre, sorti en 2011.

## Politique et administration

### Rattachements administratifs et électoraux
La commune se trouve depuis 1824 dans l'arrondissement de Valenciennes du département du Nord. Pour l'élection des députés, elle fait partie depuis 1986 de la vingt et unième circonscription du Nord.
Elle faisait partie depuis 1801 du canton de Valenciennes-Est. Dans le cadre du redécoupage cantonal de 2014 en France, la commune est désormais rattachée au canton de Marly.

### Justice
La commune relève du tribunal d'instance de Valenciennes, du tribunal de grande instance de Valenciennes, de la cour d'appel de Douai, du tribunal pour enfants de Valenciennes, du conseil de prud'hommes de Valenciennes, du tribunal de commerce de Valenciennes, du tribunal administratif de Lille et de la cour administrative d'appel de Douai.
L'établissement pénitentiaire spécialisé pour mineurs de Quiévrechain a une capacité de 60 places.

### Intercommunalité
La commune fait partie de la communauté d'agglomération Valenciennes Métropole, créée fin 2000.

### Liste des maires
Maire en 1802-1803 : Montfort.
Maire en 1807 : Bouvez.
Maire en 1881 : Cartry.
Pierre Griner est au moment de son élection le plus jeune maire du Nord-Pas-de-Calais,,
| Identité                                                | Période      | Période   | Durée                       | Étiquette                 |
| Identité                                                | Début        | Fin       | Durée                       | Étiquette                 |
| ------------------------------------------------------- | ------------ | --------- | --------------------------- | ------------------------- |
| Antoine Briche (d) (4 décembre 1920 - 6 septembre 2017) | mars 1971    | mars 1977 | 6 ans                       | divers droite             |
| Michel Lefebvre (d), (3 février 1940 - 5 juillet 2018)  | mars 1977    | mars 2014 | 37 ans                      | Parti communiste français |
| Pierre Griner (d), (né le 3 octobre 1990)               | 31 mars 2014 | En cours  | 10 ans, 11 mois et 11 jours | divers droite             |

### Jumelages
La ville de Quiévrechain est depuis 2015 ville jumelle de celle de Merzenich (ALLEMAGNE) qui est située en Rhénanie-du-Nord-Westphalie.

## Population et société

### Démographie

#### Évolution démographique
L'évolution du nombre d'habitants est connue à travers les recensements de la population effectués dans la commune depuis 1800. Pour les communes de moins de 10 000 habitants, une enquête de recensement portant sur toute la population est réalisée tous les cinq ans, les populations de référence des années intermédiaires étant quant à elles estimées par interpolation ou extrapolation. Pour la commune, le premier recensement exhaustif entrant dans le cadre du nouveau dispositif a été réalisé en 2007.

En 2022, la commune comptait 6 078 habitants, en évolution de −4,4 % par rapport à 2016 (Nord : +0,51 %, France hors Mayotte : +2,11 %).
| 1800 | 1806 | 1821 | 1831 | 1836 | 1841 | 1846 | 1851 | 1856 |
| ---- | ---- | ---- | ---- | ---- | ---- | ---- | ---- | ---- |
| 549  | 443  | 528  | 672  | 739  | 786  | 893  | 888  | 885  |

| 1861 | 1866  | 1872  | 1876  | 1881  | 1886  | 1891  | 1896  | 1901  |
| ---- | ----- | ----- | ----- | ----- | ----- | ----- | ----- | ----- |
| 988  | 1 062 | 1 076 | 1 214 | 1 262 | 1 401 | 1 791 | 2 155 | 2 763 |

| 1906  | 1911  | 1921  | 1926  | 1931  | 1936  | 1946  | 1954  | 1962  |
| ----- | ----- | ----- | ----- | ----- | ----- | ----- | ----- | ----- |
| 3 558 | 3 556 | 3 604 | 4 912 | 6 282 | 5 632 | 5 487 | 6 108 | 6 332 |

| 1968  | 1975  | 1982  | 1990  | 1999  | 2006  | 2007  | 2012  | 2017  |
| ----- | ----- | ----- | ----- | ----- | ----- | ----- | ----- | ----- |
| 7 102 | 7 269 | 7 186 | 6 456 | 6 069 | 5 750 | 5 705 | 6 263 | 6 366 |

| 2022  | - | - | - | - | - | - | - | - |
| ----- | - | - | - | - | - | - | - | - |
| 6 078 | - | - | - | - | - | - | - | - |

#### Pyramide des âges
La population de la commune est relativement jeune.
En 2018, le taux de personnes d'un âge inférieur à 30 ans s'élève à 42,9 %, soit au-dessus de la moyenne départementale (39,5 %). À l'inverse, le taux de personnes d'âge supérieur à 60 ans est de 21,5 % la même année, alors qu'il est de 22,5 % au niveau départemental.
En 2018, la commune comptait 3 058 hommes pour 3 297 femmes, soit un taux de 51,88 % de femmes, légèrement supérieur au taux départemental (51,77 %).
Les pyramides des âges de la commune et du département s'établissent comme suit.
| Hommes | Classe d’âge | Femmes |
| ------ | ------------ | ------ |
| 0,3    | 90 ou +      | 1,3    |
| 4,5    | 75-89 ans    | 8,2    |
| 12,4   | 60-74 ans    | 16,2   |
| 17,2   | 45-59 ans    | 16,3   |
| 18,8   | 30-44 ans    | 18,9   |
| 21,4   | 15-29 ans    | 16,8   |
| 25,5   | 0-14 ans     | 22,4   |

| Hommes | Classe d’âge | Femmes |
| ------ | ------------ | ------ |
| 0,5    | 90 ou +      | 1,4    |
| 5,3    | 75-89 ans    | 8,1    |
| 14,8   | 60-74 ans    | 16,2   |
| 19,1   | 45-59 ans    | 18,4   |
| 19,5   | 30-44 ans    | 18,7   |
| 20,7   | 15-29 ans    | 19,1   |
| 20,2   | 0-14 ans     | 18     |

### Enseignement
Quiévrechain fait partie de l'académie de Lille.

### Sports
- Chaque année, au mois de décembre, est organisée une course de 10 kilomètres baptisée La Quivérainoise, car elle se déroule en partie à Quiévrain, de l'autre côté de la frontière.
- En 2007, un club de floorball a été fondé : les Grizzlys du Hainaut. Il évolue depuis 2010-2011 en Division 2 du Championnat de France, après avoir évolué en 2009-2010 en Division 1. Il a remporté le championnat de D2 en 2008-2009, et joue à domicile au Complexe de la Corderie, situé près de la piscine, inauguré en 2004. Le club accueille un week-end par an, où tous les clubs de sa poule se rendent, comme le veut le règlement de Floorball France.
- La ville dispose d'autres associations amateurs dans de nombreux sports : tennis de table, football, judo, natation, tennis, etc.

### Média
La ville est régulièrement mentionnée dans l'édition de Valenciennes-Denain de La Voix du Nord et dans l'Observateur du Valenciennois.
L'action principale du film "Cheval de Guerre" de Steven Spielberg se déroule à Quievrechain. Faits peu probables au regard de la ligne de front de la première guerre mondiale.
Le film Si on chantait se déroule à Quievrechain… Tourné sur place en août-septembre 2020, il est sorti au cinéma le 3 novembre 2021.

### Cultes
Le culte catholique est pratiqué dans deux églises : Saint-Martin, dans le centre-ville (rue de l'Église) et celle du Sacré-Cœur au Blanc-Misseron.
Il y a deux mosquées à Quiévrechain : la plus ancienne mosquée Al Fath à la rue des Groseilliers, sunnite orthodoxe, et la mosquée An'Nour à la rue Valeriani, proche de la Société des Frères musulmans.

## Économie
- Locomotives Blanc-Misseron
- Compagnie des mines de Crespin

## Culture et patrimoine

### Lieux et monuments
- L'Église du Sacré-Cœur (dite de Blanc-Misseron)

La construction de l'église du Sacré-Cœur de Blanc-Misseron a commencé en octobre 1892 et fut terminée et consacrée à la fin de 1894, pour répondre aux besoins des 1271 habitants. L'église Saint-Martin était devenue trop exiguë et sa transformation impossible.
À peine ouverte, elle fut interdite au culte en raison d'une certaine opposition communale et fut finalement reconnue comme chapelle de secours par Décret du Président de la République, du 25 février 1898 (en vertu du Concordat de 1801, l'exercice du culte était réglementé par l'État).
En juin 1918, elle fut fortement endommagée par les explosions successives d'un dépôt de munitions allemand et, c'est en piteux état qu'elle fut cédée le 17 novembre 1919, à la Compagnie des Mines de Crespin.
En 1946, après la nationalisation des mines, elle a appartenu aux Houillères Nationales.
Aujourd'hui, depuis une dizaine d'années, le diocèse de Cambrai en est le propriétaire.

### Personnalités liées à la commune
- La famille de l'écrivain Constant Malva a vécu à Quiévrechain en 1911-1912[36].